# Мардусин, Виктор Николаевич
Виктор Николаевич Мардусин (18 марта 1958, Брянск) — советский и российский военачальник, командующий Балтийским флотом (2007—2009). Вице-адмирал (11.06.2002).

## Образование
В ВМФ с 1970 года. Окончил Черноморское высшее военно-морское училище имени П. С. Нахимова (1975—1980), Высшие специальные офицерские классы ВМФ (1985—1986), Военно-морскую академию имени Адмирала Флота Советского Союза Н. Г. Кузнецова (1989—1991), с отличием — Военную академию Генерального штаба Вооружённых Сил Российской Федерации (1998—2000).

## Служба
Службу проходил командиром зенитно-ракетной батареи, командиром БЧ-2 малого ракетного корабля «Град», помощником командира малого ракетного корабля «Молния» (1985—1985), старшим помощником командира большого ракетного корабля «Прозорливый» (1986—1988), командиром эскадренного миноносца «Спешный» (1988—1989). 
Далее командовал соединениями: был командиром 106-го дивизиона малых ракетных кораблей, начальником штаба бригады ракетных кораблей, командиром 36-й бригады ракетных катеров (1991—1996), начальником штаба Балтийской военно-морской базы (1996—1998), заместителем начальника штаба Балтийского флота (07.2000—05.2001), командиром Балтийской военно-морской базы (05.2001—08.2003), заместителем командующего Тихоокеанским флотом (21.07.2003—03.2005), начальником штаба Черноморского флота (9.03.2005—05.2006), начальником штаба Тихоокеанского флота (05.2006—12.2007). 
Был назначен командующим Балтийским флотом (06.12.2007—08.09.2009), заместителем начальника Военной академии Генерального штаба Вооружённых Сил Российской Федерации по учебной и научной работе (09.2009—10.2013). В октябре 2013 года назначен заместителем командующего войсками Западного военного округа. Уволен в запас в 2015 году. 
Приказом Министра обороны Российской Федерации № 797 от 26 октября 2015 года назначен ведущим советником Главнокомандующего Военно-Морским Флотом. С 2017 года работает в Научно-исследовательском институте (военной истории) Военной академии Генерального штаба Вооружённых сил Российской Федерации.

## Награды
- Орден «За военные заслуги» (1.03.1996)[6]
- Орден «За морские заслуги» (14.05.2007)[7]
- Орден «За службу Родине в Вооружённых Силах СССР» III степени
- медали СССР и РФ